# Rochers des Enclaves
Les rochers des Enclaves sont une montagne de France située en Savoie, dans le massif du Beaufortain.

## Géographie
Les rochers des Enclaves sont situés dans le sud-est de la France, en Savoie, sur les territoires communaux de Beaufort dont le bourg se trouve au sud-ouest et de Hauteluce dont le bourg se trouve au nord-ouest. La montagne s'élève à 2 467 mètres d'altitude dans le massif du Beaufortain, entourée par le lac de la Girotte au nord, la tête de la Cicle et les aiguilles de la Pennaz par-delà le col de la Gittaz au nord-est, les roches Merles et le rocher du Vent par-delà le Plan de la Gittaz au sud-est, les lacs de la Gittaz et de Roselend au sud, la vallée du Doron de Beaufort au sud-ouest et la montagne d'Outray par-delà le col du Sallestet à l'ouest. Le lac Noir se trouve juste au nord du sommet, entouré de dolines et de tannes, au lieu-dit des Enclaves.
La montagne est pratiquement dépourvue de forêt, ses pentes étant constituées d'alpages dont l'exploitation par des éleveurs de vaches laitières produit du beaufort tandis que la zone sommitale est beaucoup plus rocailleuse.
Le bombement du socle cristallin de gneiss a entrainé la formation de la montagne, les grès la recouvrant étant en partie érodés en laissant apparaître le cœur cristallin sur l'ubac.
La montagne est incluse dans la ZNIEFF de type I « Montagne d'Outray - Rocher des Enclaves » et dans la ZNIEFF de type II « Beaufortain »,.

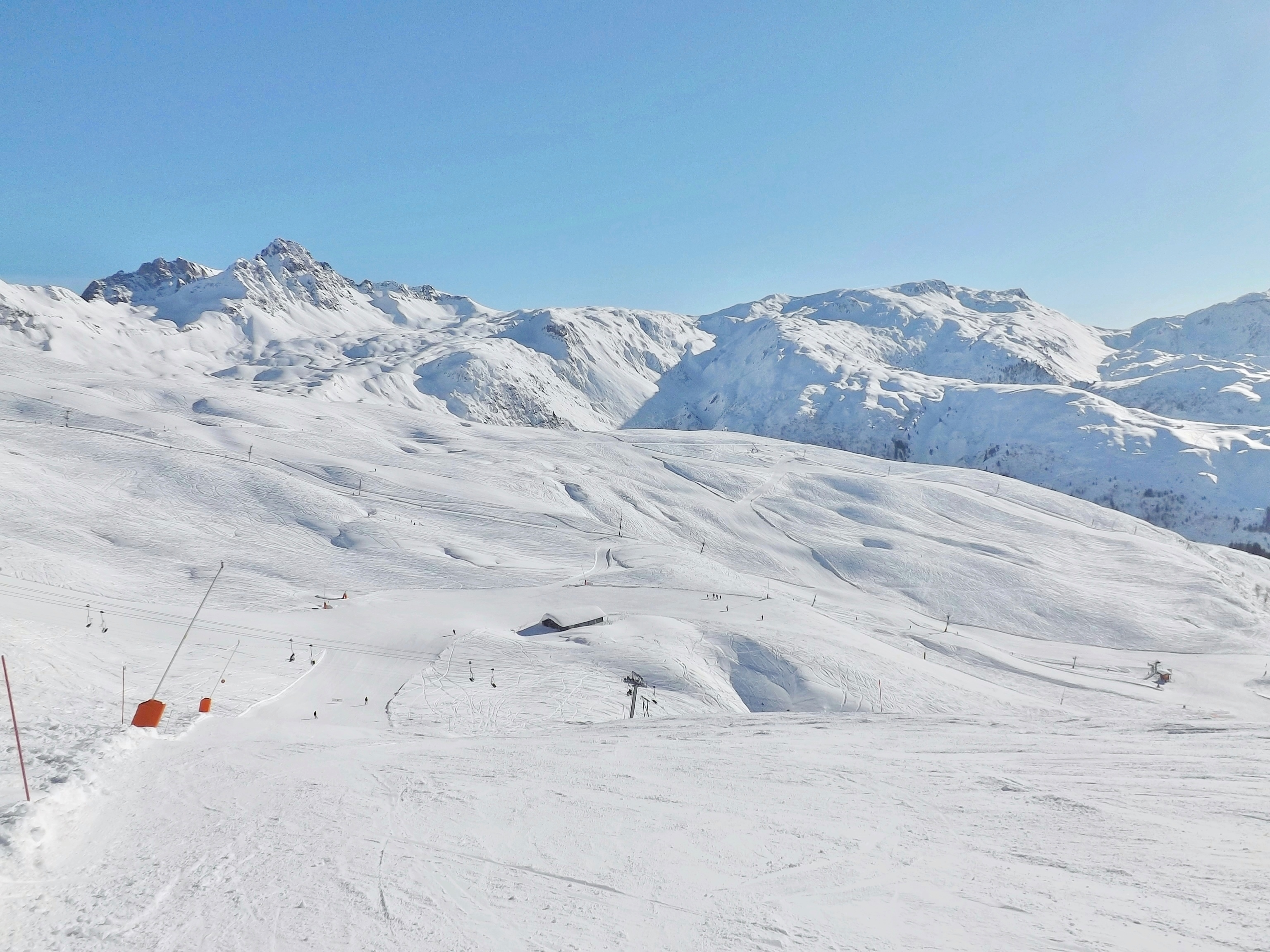
Vue hivernale de la tête de la Cicle à gauche et des rochers des Enclaves à droite depuis le col du Joly au nord.

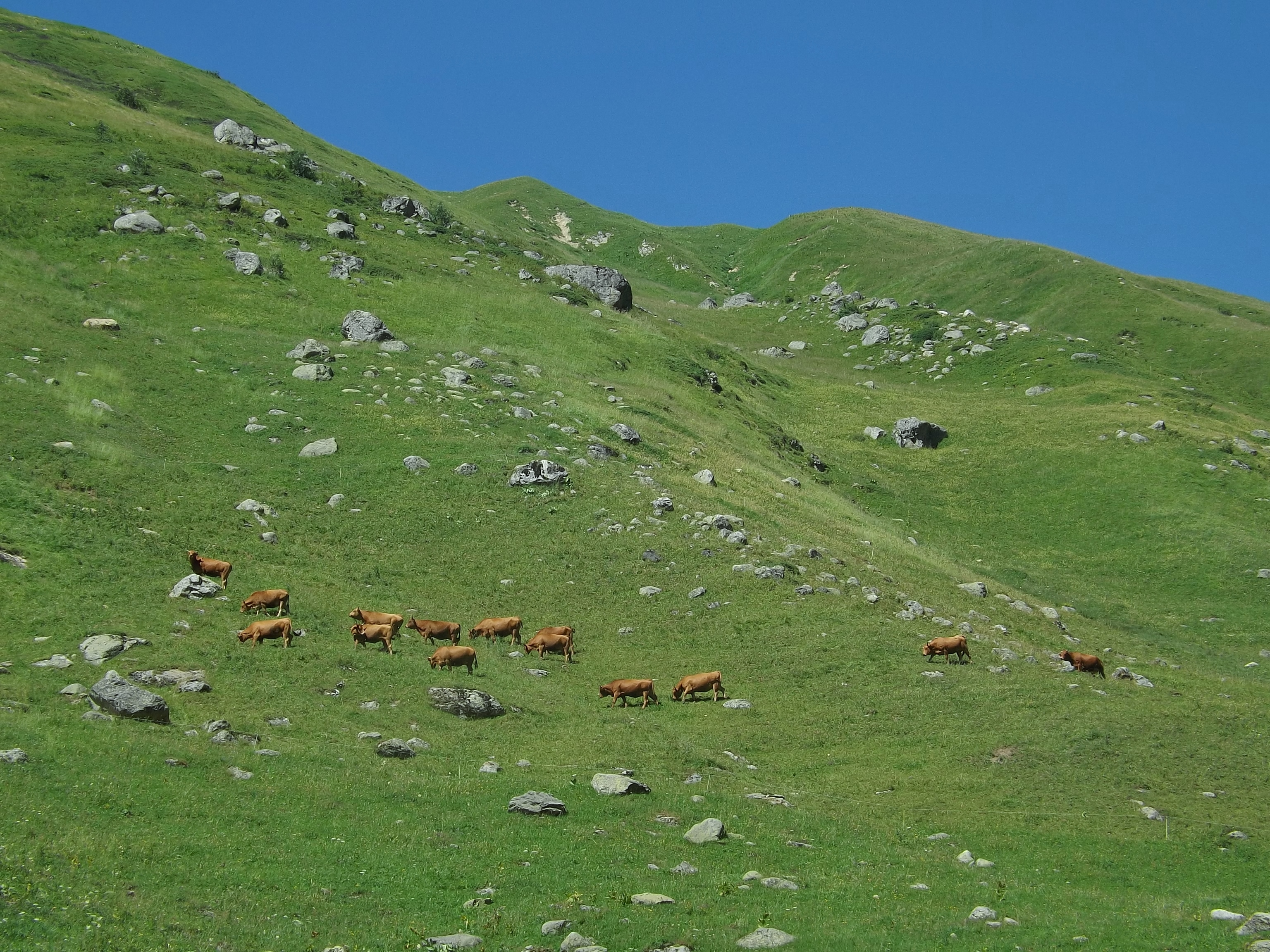
Troupeau de vaches sur l'adret des rochers des Enclaves au-dessus du Plan de la Gittaz.